# Lidia Białoń
Lidia Białoń-Soczyńska (ur. 28 lipca 1935 w Kozakowicach Dolnych, zm. 20 maja 2018) – polska ekonomistka, prof. dr hab.

## Życiorys
W 1956 ukończyła studia w Wyższej Szkole Ekonomicznej w Katowicach, w latach 1957-1963 pracowała w macierzystej uczelni w Katedrze Rachunkowości, następnie w Katedrze Ekonomiki Przedsiębiorstw Przemysłowych. W 1963 obroniła pracę doktorską. W latach 1963–1965 pracowała w Instytucie Pracy. W latach 1965–2004 była pracownikiem Politechniki Warszawskiej, w latach 1965-1978 jako adiunkt w Katedrze Ekonomii. W 1978 otrzymała w Wyższej Szkole Nauk Społecznych przy KC PZPR stopień doktora habilitowanego, w latach 1978-1988 była zatrudniona jako docent w Instytucie Nauk Ekonomiczno-Społecznych PW. W 1988 otrzymała tytuł profesora.
Równocześnie w latach 1986-1989 pracowała w Instytucie Polityki Naukowej i Szkolnictwa Wyższego w Warszawie, w latach 1993-1995 w Instytucie Ekonomiki Przemysłu Chemicznego w Warszawie, od 1996 w Wyższej Szkole Menedżerskiej w Warszawie.
Była członkiem Komitetu Naukoznawstwa Polskiej Akademii Nauk, członkiem rad programowych pism Zagadnienia Naukoznawstwa i Zarządzanie. Teoria i Praktyka.